# I’m a Lonesome Fugitive
Az 1967-es I'm a Lonesome Fugitive Merle Haggard nagylemeze. 1996-ban a BGO újra kiadta. A Billboard Country Albums listáján a 3., míg a Pop Albums listán a 165. helyet szerezte meg. Szerepel az 1001 lemez, amit hallanod kell, mielőtt meghalsz című könyvben.

## Az album dalai
|     | Cím                        | Szerző(k)                    | Hossz |
| --- | -------------------------- | ---------------------------- | ----- |
| 1.  | I'm a Lonesome Fugitive    | Liz Anderson, Casey Anderson | 2:56  |
| 2.  | All of Me Belongs to You   | Merle Haggard                | 2:40  |
| 3.  | House of Memories          | Merle Haggard                | 2:47  |
| 4.  | Life in Prison             | Merle Haggard                | 3:02  |
| 5.  | Whatever Happened to Me    | Merle Haggard                | 2:57  |
| 6.  | Drink Up and Be Somebody   | Merle Haggard                | 2:30  |
| 7.  | Someone Told My Story      | Merle Haggard                | 2:32  |
| 8.  | If You Want to Be My Woman | Merle Haggard                | 2:16  |
| 9.  | Mary's Mine                | Jerry Ward                   | 2:56  |
| 10. | Skid Row                   | Merle Haggard                | 1:57  |
| 11. | My Rough and Rowdy Ways    | Jimmie Rodgers               | 2:23  |
| 12. | Mixed Up Mess of a Heart   | Tommy Collins, Haggard       | 2:06  |

## Közreműködők
- Merle Haggard – ének, gitár
- James Burton – gitár, dobro
- Glen Campbell – gitár
- Billy Mize – gitár
- Lewis Talley – gitár
- Ralph Mooney – steel gitár
- Glen D. Hardin – zongora
- Jerry Ward – nagybőgő
- James Gordon – dobok
- Bonnie Owens – háttérvokál